# Dimetrodon
Dimetrodon – mięsożerny synapsyd zamieszkujący we wczesnym i środkowym permie około 280–265 mln lat temu tereny dzisiejszej Ameryki Północnej i Europy (większość jego skamieniałości odkryto na obszarze USA, w Teksasie, Oklahomie i fragmentaryczne w Nowym Meksyku; skamieniałości jednego gatunku D. teutonis odkryto w środkowych Niemczech).

## Charakterystyka
Najbardziej charakterystyczną cechą dimetrodona był wielki "żagiel" na grzbiecie, powstały z niezwykle długich wyrostków kręgowych, za życia zwierzęcia pokrytych cienką skórą. Funkcja tego tworu nie jest dokładnie znana; mógł on służyć zwierzęciu do regulowania temperatury ciała lub odgrywać jakąś rolę w komunikacji z innymi przedstawicielami jego gatunku. Wyrostki kręgowe zaczęły się wydłużać już u wcześniejszych sfenakodontów, m.in. z rodzaju Sphenacodon, lecz u żadnego nie stworzyły tak wielkiego "żagla", jak u dimetrodona.

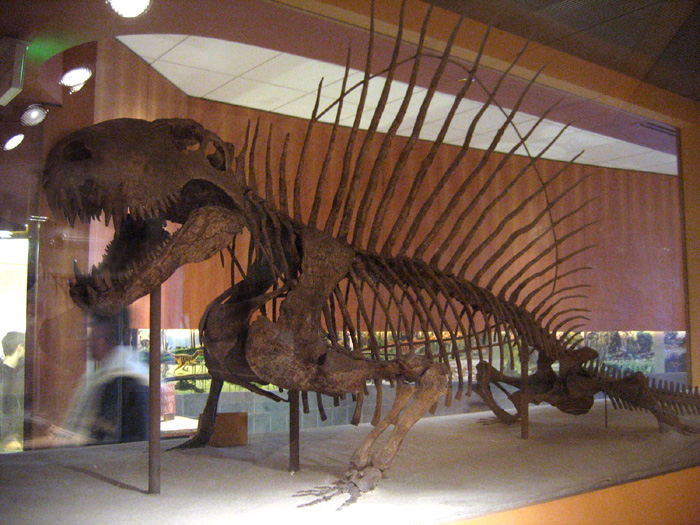
Szkielet Dimetrodon grandis, National Museum of Natural History, Waszyngton

Dimetrodon miał długą, wąską czaszkę o silnych szczękach. On i inne sfenakodonty były pierwszymi przedstawicielami linii ewolucyjnej prowadzącej do ssaków, u których pojawiło się zróżnicowanie zębów – zęby osadzone w przedniej części czaszki (długie kły i podobne do sztyletów odpowiedniki siekaczy) różniły się kształtem i rozmiarem od znacznie mniejszych zębów osadzonych w tyle szczęk. Takie zróżnicowanie zębów ułatwiało dzielenie mięsa na małe, łatwiejsze do strawienia kawałki. Nazwa dimetrodona bezpośrednio nawiązuje do tej cechy jego anatomii: oznacza "zęby o dwóch rozmiarach".
Jego kończyny były silnie umięśnione i proporcjonalnie dłuższe niż u współczesnych mu, daleko z nim spokrewnionych roślinożernych synapsydów, jak Edaphosaurus (u którego, niezależnie od sfenakodontów, również wyewoluował duży "żagiel" na grzbiecie). Wydaje się, że był nieco szybszy i zwinniejszy od swych potencjalnych ofiar, dzięki czemu mógł je dogonić na krótkim dystansie. Niemniej jego nogi były rozstawione na boki jak u współczesnych gadów, co prawdopodobnie utrudniało mu długi pościg; być może atakował swe ofiary z zasadzki.

### Gatunki
Przez okres ponad 20 milionów lat był dominującym drapieżnikiem lądowym na zajmowanych przez siebie obszarach. W obrębie tego rodzaju powstało kilka gatunków, które w drodze ewolucji z biegiem czasu zwiększały swoje rozmiary; jedne z ostatnich, a zarazem największe gatunki – Dimetrodon angelensis i D. grandis – osiągały długość ponad 3 metrów i masę ciała prawdopodobnie ok. 150 kg, co czyniło z nich największe znane lądowe drapieżniki swoich czasów. Najmniejszy znany gatunek – D. teutonis, jedyny znany spoza Ameryki Północnej – ważył zaledwie 24 kg.

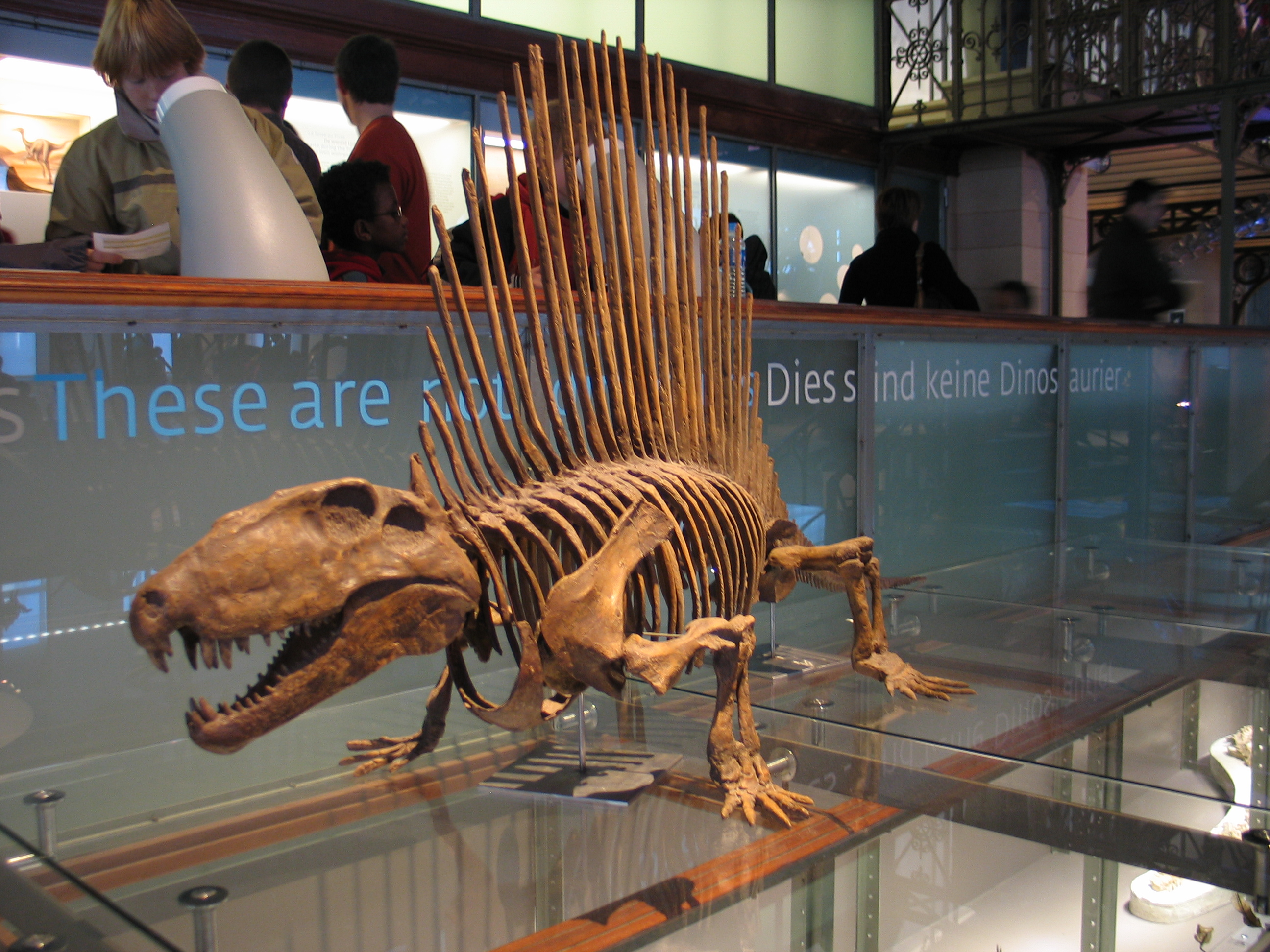
szkielet dimetrodona (Museum voor Natuurwetenschappen, Bruksela, Belgia)

Rodzaj Dimetrodon obejmuje co najmniej 9 gatunków:
- D. milleri Romer, 1937
- D. natalis (Cope, 1877)
- D. limbatus (Cope, 1877)
- D. booneorum Romer, 1937
- D. gigashomogenes Case, 1907
- D. grandis (Case, 1907)
- D. loomisi Romer, 1937
- D. angelensis Olson, 1962
- D. teutonis Berman, Reisz, Martens & Henrici, 2001

### Wymarcie
Wymarł w roadzie (270,6 – 268 mln lat temu) w środkowym permie, przegrywając konkurencję z nowszymi typami drapieżnych synapsydów.
| ← mln lat temuDimetrodon |          |            |          |          |           |         |          |         |          |           |      |    |
| Prekambr←4,6 mld         | Kambr541 | Ordowik485 | Sylur443 | Dewon419 | Karbon359 | Perm299 | Trias252 | Jura201 | Kreda145 | Paleog.66 | Ng23 | Q2 |

## Dimetrodon w mediach
- Dimetrodon pojawił się w drugim odcinku serialu paradokumentalnego BBC Walking with Monsters (emitowanego przez TVP pod tytułem Zanim przywędrowały dinozaury). W serialu samica dimetrodona składa jaja w wykopanym przez siebie kopcu i przez kilka miesięcy broni go przed atakami drapieżników. Jednak po wykluciu młodych (będących miniaturką dorosłych, włącznie z w pełni wyrośniętym "żaglem") samica nie opiekuje się nimi. Duża część młodych zostaje pożarta przez dorosłe dimetrodony; niektórym młodym udaje się przeżyć, wspinając się na drzewa, poza zasięg dorosłych drapieżników. W programie stwierdza się też, że dimetrodony pożerały upolowane zwierzę w 90% i nie były zdolne jedynie do strawienia odchodów ofiary; toteż usuwały je, chwytając jelita zdobyczy w zęby i potrząsając głową na boki. W rzeczywistości nie znaleziono dotąd jaj czy gniazd dimetrodonów, więc wszelkie sugestie odnośnie do ich ewentualnej opieki nad jajami czy młodymi są wyłącznie spekulacją. Nie wiemy też, czy rzeczywiście dorosłe dimetrodony były kanibalami pożerającymi młode własnego gatunku, i czy młode chroniły się przed dorosłymi na drzewach; te pomysły autorów serialu wydają się zainspirowane zachowaniami waranów z Komodo (podobnie jak "wytrząsanie" odchodów z jelit ofiary).
- Dimetrodon pojawił się w filmach animowanych: Disney'owskiej Fantazji z 1940 roku i w Pradawnym lądzie Dona Blutha. Jednak w filmach tych błędnie umieszczono go w czasach dinozaurów mimo iż w rzeczywistości żył ponad 30 milionów lat przed pojawieniem się pierwszych dinozaurów.